# 801 Helwerthia
A 801 Helwerthia (ideiglenes jelöléssel 1915 WQ) a Naprendszer kisbolygóövében található aszteroida. Max Wolf fedezte fel 1915. március 20-án.